# Luisa Lina Villa
Luisa Lina Villa (Como, 13 de janeiro de 1951) é uma bióloga e bioquímica brasileira. 
É professora de oncologia da Faculdade de Medicina da Universidade de São Paulo, membro da Academia Brasileira de Ciências, Comendadora da Ordem Nacional do Mérito Científico, desde 2019 fellow da Academia Mundial de Ciências e uma das autoridades mundiais em HPV.

## Biografia
Luisa Villa nasceu na cidade de Como, na Itália, em 1951. É filha de Carlo Villa e Emilia Casati Villa e veio para o Brasil com a família quando tinha 5 anos de idade. Em 1972, ingressou no Instituto de Biociências da Universidade de São Paulo (USP). Em 1978, defendeu o doutorado em Ciências, na área de Bioquímica e Biologia Molecular pelo Instituto de Química, também da USP.

## Carreira
Após um curto período na Faculdade de Medicina da USP, desenvolveu projetos de pesquisa tanto no Brasil quanto no exterior, junto a instituições como o Imperial Cancer Research Fund em Londres, o National Cancer Institute, nos Estados Unidos e na Universidade Nacional de Cingapura. Em 1983, foi contratada no Instituto Ludwig de Pesquisa sobre o Câncer, tornando-se chefe do grupo de virologia dois anos depois. Esteve à frente das pesquisas em virologia do Instituto Ludwig até 2011, tendo sido sua diretora no período de 2006 a 2010.
Foi professora da Faculdade de Ciências Médicas da Santa Casa de Misericórdia de São Paulo de 2011 a 2015. Coordenou entre 2010 e 2017 o Instituto Nacional de Ciência e Tecnologia das doenças do Papilomavírus, programa conduzido pelo Ministério da Ciência e Tecnologia em parceria com a FAPESP e o CNPq, cujo objetivo era de contribuir para o conhecimento das infecções e doenças causadas pelo HPV em diferentes níveis.
Em 2011 passou a integrar o quadro de docentes do Departamento de Radiologia e Oncologia da Faculdade de Medicina da USP, onde é livre-docente desde 2013 e Professora Associada. No Instituto do Câncer do Estado de São Paulo, é chefe do Laboratório de Inovação em Câncer "Ricardo Renzo Brentani" do Centro de Investigação Translacional em Oncologia (CTO-ICESP).
É membro titular da Academia Brasileira de Ciências desde 2008 e Comendadora da Ordem Nacional do Mérito Científico. Em 2010, foi agraciada com o prêmio SCOPUS Brasil, oferecido pela Elsevier por sua contribuição para a pesquisa científica no Brasil. Em 2018 recebeu menção honrosa no Prêmio Peter Muranyi e o prêmio em Biologia da Academia Mundial de Ciências (TWAS), em Trieste na Itália, por suas contribuições ao conhecimento da história natural da infecção pelo HPV. Foi eleita como membro da TWAS no ano seguinte, em 2019.

## Pesquisa
Luisa Villa trabalhou com o desenvolvimento da vacina profilática contra HPV. O HPV está relacionado a 100% dos casos de câncer de colo do útero e Luisa ressalta a importância não apenas de meninas, mas também de meninos, em se vacinar contra a doença a fim de evitar verrugas genitais e a evolução para um quadro canceroso.
Esteve envolvida na pesquisa da vacina do HPV, publicado em 2005 no The Lancet Oncology o trabalho intitulado "Ensaio clínico de segurança, imunogenicidade e eficácia da vacina contra 4 tipos de HPV", em que foi verificado que nas mulheres testadas a vacina provocava respostas imunes muito elevadas. Desde 2014, a vacina quadrivalente desenvolvida é disponibilizada pelo SUS no Brasil, para faixas etárias específicas.

## Publicações selecionadas
1. Oliveira LB, Haga IR, Villa LL. Human papillomavirus (HPV) 16 E6 oncoprotein targets the Toll-like receptor pathway. J Gen Virol. 2018 Mar 29.[14]
2. Morale MG, da Silva Abjaude W, Silva AM, Villa LL, Boccardo E. HPV-transformed cells exhibit altered HMGB1-TLR4/MyD88-SARM1 signaling axis. Sci Rep. 8(1):3476, 2018[15]
3. Pamnani SJ, Sudenga SL, Viscidi R, Rollison DE, Torres BN, Ingles DJ, Abrahamsen M, Villa LL, Lazcano-Ponce E, Salmeron J, Quiterio M, Huang Y,Borenstein A, Giuliano AR. Impact of serum antibodies to HPV  serotypes 6, 11, 16,18 to risks of subsequent genital HPV infections in men: the HIM Study. Cancer Res. 76(20):6066-6075, 2016.[16]
4. Sichero L, Nyitray A, Nunes EM, Nepal B, Ferreira S, Sobrinho JS, Baggio ML, Galan L, Silva RC, Lazcano-Ponce E, Giuliano AR, Villa LL, for the Him Study Group. Diversity of human papillomavirus in the anal canal of men: The HIM study. Clin Microbiol and Infection. 21(5):502-509, 2015[17]
5. Giuliano AR, Lee J-H, Fulp W, Villa LL, Lazcano E, Papenfuss MR, Abrahamsen M, Salmeron J, Anic GM, Rollison DE, Smith D. Incidence and clearance of genital human papillomavirus infection in men (HIM): a cohort study. Lancet 12;377(9769):932-40, 2011.[18]
6. Trottier H, Ferreira S, Thomann P, Costa MC, Sobrinho JS, Prado JCM, Rohan TE, Villa LL, Franco EL. Human Papillomavirus infection and re-infection in adult women: the role of sexual activity and natural immunity. Cancer Res 70(21):8569-8577, 2010.[19]
7. Lepique AP, Dagasthanli KR, Cuccovia IM, Villa LL. HPV 16 tumor associated macrophages suppress anti-tumor T cell responses. Clin Cancer Res. 15(13):4391-4400, 2009.[20]
8. Villa LL, Ault KA, Giuliano AR, Costa RL, Petta CA, Andrade RP, Brown DR, Ferenczy A, Harper DM, Koutsky L, Kurman RJ, Lehtinen M, Malm C, Olsson S-E, Ronnett B, Skjeldestad FE, Steinwall M, Stoler MH, Wheeler CM, Taddeo FJ, Yu, J, Lupinacci L, Railkar R, Marchese R, Esser MT, Bryan J, Jansen KU, Sings HL, Tamms G, Saah AJ, Barr E. Immunologic responses following administration of a vaccine targeting Human Papillomavirus types 6, 11, 16 and 18. Vaccine. 24(27-28):5571-5583, 2006.[21]
9. Villa LL, Costa RLR, Petta C A, Andrade RP, Ault KA, Giuliano AR, Wheeler CM, Koutsky LA, Malm C, Lehtinen M, Skjeldestad FE, Olsson S-E, Steinwall M, Brown DR, Kurman RJ, Ronnett BM, Stoler MH, Ferenczy A, Harper DM, Tamms GM, Yu J, Lupinacci L, Railkar R, Taddeo FJ, Jansen KU, Esser MT, Sings HL, Saah AJ, Barr, E. Prophylactic Quadrivalent Human Papillomavirus (Types 6,11,16 and 18) L1 Virus-Like Particle Vaccine in Young Women: a randomized, double-blind, placebo-controlled multicentre phase II efficacy trial. Lancet Oncology. 6(5):271-278, 2005.3[12]
10. Schlecht NF, Kulaga S, Robitaille J, Ferreira S, Santos M, Miyamura RA, Duarte-Franco E, Rohan TE, Ferenczy A, Villa LL, Franco EL. Persistent Human Papillomavirus infection as a predictor of cervical intraepithelial neoplasia. JAMA. 286(24):3106-3114, 2001[22]